# Heikki A. Alikoski
| 1508 Kemi        | 21 ottobre 1938  |
| 1512 Oulu        | 18 marzo 1939    |
| 1697 Koskenniemi | 8 settembre 1940 |
| 1715 Salli       | 9 aprile 1938    |
| 1786 Raahe       | 9 ottobre 1948   |
| 2180 Marjaleena  | 8 settembre 1940 |
| 2257 Kaarina     | 18 agosto 1939   |
| 2487 Juhani      | 8 settembre 1940 |
| 2573 Hannu Olavi | 10 marzo 1953    |
| 2714 Matti       | 5 aprile 1938    |
| 2911 Miahelena   | 8 aprile 1938    |
| 3776 Vartiovuori | 5 aprile 1938    |
| 4066 Haapavesi   | 7 settembre 1940 |

Heikki A. Alikoski (Oulu, 1912 – Turku, 28 dicembre 1997) è stato un astronomo finlandese.
Assistente di Yrjö Väisälä tra il 1937 e il 1956, partecipò successivamente alla costituzione dell'Istituto di Astronomia e Ottica di Turku. Il Minor Planet Center gli accredita la scoperta di tredici asteroidi, effettuate tra il 1938 e il 1953.
L'asteroide 1567 Alikoski è così chiamato in suo onore.